# Ann De Brabandere
Ann De Brabandere (8 de mayo de 1962) es una deportista belga que compitió en judo. Ganó dos medallas en el Campeonato Europeo de Judo en los años 1985 y 1986.

## Palmarés internacional
| Campeonato Europeo | Campeonato Europeo    | Campeonato Europeo | Campeonato Europeo |
| Año                | Lugar                 | Medalla            | Categoría          |
| ------------------ | --------------------- | ------------------ | ------------------ |
| 1985               | Landskrona (Suecia)   | Medalla de bronce  | –61 kg             |
| 1986               | Londres (Reino Unido) | Medalla de plata   | –61 kg             |